# شمسی (اشکذر)
{جعبه اطلاعات روستایی ایران
|نام‌رسمی=شمسی رستاق
|روی‌نقشه=
|عرض‌جغرافیایی=
|طول‌جغرافیایی=
|تصویر=
|اندازه‌تصویر=
|برچسب‌تصویر=
|استان=یزد
|شهرستان=اشکذر
|بخش=[بخش مرکزی شهرستان اشکذر]
|دهستان=رستاق(اشکذر)
|نام‌محلی= شمسی
|نام‌های‌دیگر= ندارد
|نام‌های‌قدیمی= ندارد
|سال‌بنیاد=
|جمعیت کنونی= ۱۷۵۰ نفر
|رشدجمعیت= ۱.۶
|تراکم‌جمعیت= 
|زبان= فارسی
|مذهب= تشیع
|مساحت= 
|ارتفاع=
|میانگین‌دما= 
|میانگین‌بارش‌سالانه= ۵۰ م
|شمار روزهای‌ یخبندان= کمتر از دو هفته
|ره‌آورد= 
|پیش‌شماره= ۰۳۵
|وب‌گاه=
هرساله در تعطیلات نوروز، جشنواره محلی، در این روستا برگزار می شود و صنایع دستی و در کنار آن، به معرفی اداب و رسوم و مشاغل بومی پرداخته می شود و خیل کثیری از مردم استان و مهمانانی از سایر استانها، از آن بازدید می کنند و بعضاً شبها را در منازل اهالی این روستا، ساکن می شوند.
|جمله‌خوشامد= روستایی تاریخی، با کوچه های سنگفرش و دیوارهای کاهگلی مرمت شده و زیبا، با آب انبارها و مساجد و بادگیرهای کهن و بالاتر از همه، مردمانی مهمان دوست، شما را به این روستای کهن، فرامی خوانند.
|پانویس=
'شمسی'، روستایی پرجمعیت و پررونق، با فرهنگی غنی و پیشینه تاریخی و زیبا، با فاصله یک کیلومتر از جاده ترانزیتی یزد به تهران که با فاصله ۱۵ کیلومتر، مابین شهرستان های اشکذر و میبد، واقع است. این دهستان، از توابع بخش مرکزی شهرستان اشکذر در استان یزد و در کشور ایران قرار گرفته است.
آب‌انبار قلعه شمسی مربوط به اوایل دورهٔ قاجار است و در شهرستان اشکذر، بخش مرکزی، دهستان رستاق، روستای شمسی واقع شده و این اثر در تاریخ ۲۰ اردیبهشت ۱۳۸۶ با شمارهٔ ثبت ۱۹۰۸۵ به‌عنوان یکی از آثار ملی ایران به ثبت رسیده است.
آب‌انبار و مسجد و حسینیه حاج حسن صفی مربوط به دوره قاجار است و در شهرستان اشکذر، بخش مرکزی، روستای شمسی واقع شده و این اثر در تاریخ ۲۴ اسفند ۱۳۸۳ با شمارهٔ ثبت ۱۱۶۴۵ به‌عنوان یکی از آثار ملی ایران به ثبت رسیده است.

## جمعیت
این روستا در دهستان رستاق قرار دارد و براساس سرشماری مرکز آمار ایران [[سرشماری عمومی نفوس و مسکن ۱۳۹۵، جمعیت آن بالغ بر ۱۶۰۰ نفر (۳۵۰ خانوار) بوده‌است.
بلندترین بادگیر شش ظلعی زیبای این روستا، در منزلی در کوچه میراث، واقع است که چشم نواز است.